# Julio Gortaire
Julio Gortaire Iturralde (Quito, 20 de enero de 1937) conocido como Taita Julio (Padre, en quichua ecuatoriano), es un sacerdote católico ecuatoriano, conocido por su trabajo social en la comunidad de Guamote en Ecuador, siendo promotor de la autonomía de las comunidades indígenas de la zona, y siendo promotor de la segunda ley de Reforma Agraria del Ecuador.

## Biografía
Julio nació el 20 de enero de 1937 en la ciudad de Quito, hijo del ingeniero Julio Gortaire Maldonado y su esposa Inés Iturralde Rubianes. Formó parte de una familia de siete hermanos junto a Gustavo, Eduardo, Teresa, Alfonso- quien lo acompañaría en su misión evangelizadora y social en Guamote,- Eloísa e Inés.
El padre Gortaire realizó su formación secundaria en el Colegio Loyola de Cotocollao. Posteriormente, en 1954, cursó Humanidades y Filosofía en el Colegio San Gregorio y culminó su etapa de magisterio la cel Colegio Borja de Cuenca. Su familia se vio gravemente afectada con la temprana pérdida de su padre, quien era uno de los viajeros que falleció en el hundimiento del Vapor Mapocho, en 1945, pero a través del esfuerzo de su madre y hermanos continuó con su proceso formativo. De esta manera, en 1968 fue ordenado sacerdote jesuita en Roma.
A partir de 1970, el padre Gortaire se acerca a la comunidad de Guamote, que era la parroquia más deprimida del Ecuador en la época, donde los pueblos indígenas, pricipalmente de la etnia puruhá, habitaban sometidos bajo el régimen de hacienda y huasipungo, por lo que sufrían de explotación laboral y económica, cercana a la esclavitud. En compañía de su hermano, el antropólogo, Alfonso Gortaire, Taita Julio comenzó un arduo proceso de acoplamiento a la cultura local, teniendo que lidiar con las diferencias de cosmovisión, lenguaje, así como el rechazo que los patrones mestizos tenían sobre la incidencia que la educación estaba teniendo en las comunidades que empezaron a buscar emancipación y derechos.
En su libro, con elementos de carácter autobiográfico, Guamote en camino de liberación: Historia de una iglesia, de un pueblo: años 1970-2013, llega a hacer mención de cómo enfrentó persecución por parte del gobierno de León Febres-Cordero Ribadeneyra, quien había identificado a los promotores de la doctrina social de la Iglesia como enemigos de su régimen.
A pesar de que como sacerdote el "Taita Gortaire" tenía como misión la evangelización de las ideas católicas, su esfuerzo también estuvo en empoderar a la población indígena, brindándoles herramientas de inserción en la sociedad moderna. De esta manera, acompañó a los indígenas de Guamote en su organización política y en procesos de difusión de sus ideas a través de la radio. Este trabajo estuvo alineado con las acciones del monseñor Leonidas Proaño y de un grupo de Hermanas Lauritas que trabajaban en la comunidad. El trabajo comunitario y empoderamiento de la población indígena favoreció a que se alcance una segunda ley de Reforma agraria en el país.
El padre Gortaire también acompañó a las comunidades indígenas en el Levantamiento Indígena del Inty Raimy, occurrida en 1990, durante el gobierno de Rodrigo Borja Cevallos. Esta manifestación fue un detonante para el posicionamiento de las comunidades indígenas como uno de los actores políticos con mayor articulación en Ecuador.
Según su propia visión, la estrategia que desarrolló con su hermano Alfonso y aplicó para trabajar con las comunidades consistía en:

Una metodología muy simple y creo que muy válida y es que nosotros íbamos a vivir en las comunidades. A comer lo que ellos nos podían brindar, a dormir en sus mismas chozitas, con los cuyes, con su realidad tal cual era.

Su trabajo con la comunidad le ha merecido el reconocimiento local, tanto así que ha sido llamado el “obispo de los indios”; reconocimiento que comparte con Leonidas Proaño. En noviembre de 2022, la Pontificia Universidad Católica del Ecuador le otorgó un doctorado honoris causa como reconocimiento a su trayectoria.